# Trail of Life Decayed
Trail of Life Decayed er en demo fra det melodiske dødsmetalband Dark Tranquillity som blev udgivet i 1991 i ca. 800 oplag. Demoen var genudgivet i 1992 som en EP bare med et andet cover.

## Spor
1. "Midwinter (intro)" – 0:56
2. "Beyond Enlightenment" – 4:49
3. "Vernal Awakening" – 5:22
4. "Void of Tranquillity" – 7:36

## Musikere
- Anders Fridén – Vokal
- Mikael Stanne – Guitar
- Niklas Sundin – Guitar
- Martin Henriksson – Bas
- Anders Jivarp – Trommer